# Зоряна принцеса проти сил зла (сезон 2)
Другий сезон тривав у США з 11 липня 2016 року по 27 лютого 2017 року.Сезон налічує 22 епізодів (41 серій). Поки це найдовший сезон за всю історію мультсеріалу

## Список серій
| Номер епізоду | Номер серії | Оригінальна назва          | Українська назва                | Автор(и) сценарію                                                                                          | Дата показу (у США) | Дата показу в Україні |
| --- | ----------- | -------------------------- | ------------------------------- | --- | ------------------- | --------------------- |
| 1a | 1           | My New Wand!               | Моя нова Паличка                | Домінік Скалеа, Евон Фріман, Аарон Хаммерслі                                                               | 11 липня 2016       | 19 квітня 2019        |
| Марко випадково опинився в секретній шафі Зірки. Щоб звільнити свого друга, Зірка повинна зануритися в глибини своєї особистості. Найпотаємніші почуття, найпотаємніші бажання Зірки стануть відкриті. |             |                            |                                 | |                     |                       |
| 1b | 2           | Ludo in the Wild           | Лудо в дикій природі            | Домінік Скалеа, Евон Фріман, Аарон Хаммерслі, Джастін Лі                                                   | 11 липня 2016       | 19 квітня 2019        |
| Зірка кидає Лудо в портал, провідний в космос. Через деякий час Лудо розуміє, що він знаходиться на М'юні. |             |                            |                                 | |                     |                       |
| 2a | 3           | Mr. Candle Cares           | Турботливий містер Кендл        | Ле Тан, Джанкарло Вольпе                                                                                   | 18 липня 2016       | 20 квітня 2019        |
| У школу «Ехо-Крік» приїжджає консультант Містер Кендл, який визначає профорієнтацію. Зірка і Марко його відвідують. |             |                            |                                 | |                     |                       |
| 2b | 4           | Red Belt                   | Червоний пояс                   | Джон Матхот, П'єро Пілузо                                                                                  | 18 липня 2016       | 20 квітня 2019        |
| Марко, нарешті, вирішує зосередитися на отримання свого червоного пояса з карате. |             |                            |                                 | |                     |                       |
| 3a | 5           | Star on Wheels             | Зірка на колесах                | П'єро Пілузо, Зак Марк, Бретт Варон                                                                        | 25 липня 2016       | 21 квітня 2019        |
| Марко вчить Зірку як правильно їздити на велосипеді, але, він забуває навчити її гальмувати. Щоб врятувати її, він об'єднується з Оскаром і Глоссариком. |             |                            |                                 | |                     |                       |
| 3b | 6           | Fetch                      | Гра у м'яч                      | Домінік Скалеа, Евон Фріман, Аарон Хаммерслі, Алет Романіллос                                              | 25 липня 2016       | 21 квітня 2019        |
| Загадкова безхатня собака краде чарівну паличку у Зірки і відмовляється повернути її назад. |             |                            |                                 | |                     |                       |
| 4а | 7           | Star vs. Echo Creek        | Зірка проти поліції Ехо Крік    | Домінік Скалеа, Сабріна Кутуньо, Амелія Лоренц, Ле Тан, Джанкарло Вольпе                                   | 1 серпня 2016       | 22 квітня 2019        |
| Зірка ховається після того, як випадково знищила поліцейський автомобіль. |             |                            |                                 | |                     |                       |
| 4b | 8           | Wand to Wand               | Жезл проти жезла                | Домінік Скалеа, Аарон Хаммерслі, Ле Тан, Джанкарло Вольпе                                                  | 1 серпня 2016       | 22 квітня 2019        |
| Зірка і Лудо борються за те, щоб їх палички працювали нормально. |             |                            |                                 | |                     |                       |
| 5а | 9           | Starstruck                 | Фанатка                         | Домінік Скалеа, Аарон Хаммерслі, Тайлер Чен                                                                | 8 серпня 2016       | 23 квітня 2019        |
| Зірка зустрічає свого найбільшого кумира - Міну Лавберрі. Зірка просить навчити її бути крутою і сильною, але вже скоро починає сумніватися в своїх бажаннях. |             |                            |                                 | |                     |                       |
| 5b | 10          | Camping Trip               | Похід                           | Джон Інфантіно, Брендон Круз, П'єро Пілузо                                                                 | 8 серпня 2016       | 23 квітня 2019        |
| Зірка і Марко йдуть дивитися на старий гейзер, але до них прийшов і Рівер. |             |                            |                                 | |                     |                       |
| 6а | 11          | Starsitting                | Зіркова нянька                  | П'єро Пілузо, Зак Марк, Бретт Варон                                                                        | 15 серпня 2016      | 24 квітня 2019        |
| До Зірки і Марко приходить Бикожаб і просить їх посидіти з пуголовками. |             |                            |                                 | |                     |                       |
| 6b | 12          | On the Job                 | На роботі                       | Джон Матхот, П'єро Пілузо                                                                                  | 15 серпня 2016      | 24 квітня 2019        |
| Бикожаб повинен завершити важливу місію, щоб прогодувати своїх дітей. |             |                            |                                 | |                     |                       |
| 7а | 13          | Goblin Dogs                | Гоблін доги                     | Аарон Хаммерслі, Домінік Скалеа, Евон Фрімен, Джон Інфантіно, Алет Романіллос                              | 12 вересня 2016     | 25 квітня 2019        |
| Зірка і її друзі стоять в самій довгій черзі за кращим хот-догом у всесвіті. |             |                            |                                 | |                     |                       |
| 7b | 14          | By the Book                | За книжкою                      | Джанкарло Вольпе, Сабріна Кутуньо, Амелія Лоренц                                                           | 12 вересня 2016     | 25 квітня 2019        |
| Після сварки Зірки, Глоссарик ховається в коробці з пончиками. У той час як Зірка і Марко намагаються переконати його вийти з коробки, з'являється Лудо і намагається відібрати чарівну паличку. |             |                            |                                 | |                     |                       |
| 8а | 15          | Game of Flags              | Гра у прапори                   | Евон Фрімен, Джон Матхот, П'єро Пілузо                                                                     | 19 вересня 2016     | 26 квітня 2019        |
| Зірка грає в національну гру М'юні, «Цар гори», з прапорами, але її мати проти. |             |                            |                                 | |                     |                       |
| 8b | 16          | Girls' Day Out             | Дівчата бешкетниці              | Домінік Скалеа, Аарон Хаммерслі, Ле Тан, Джанкарло Вольпе                                                  | 19 вересня 2016     | 26 квітня 2019        |
| Зірка стає головною у проблемних учнів і тепер вона повинна допомогти їм з їх проханнями. |             |                            |                                 | |                     |                       |
| 9а | 17          | Sleepover                  | Піжамна вечірка                 | П'єро Пілузо, Зак Марк, Бретт Варон                                                                        | 26 вересня 2016     | 27 квітня 2019        |
| Марко збирається справити враження на Джекі під час піжамної вечірки у Зірки, але чарівна гра «Правда або покарання» загрожує розкрити всі їхні таємниці. |             |                            |                                 | |                     |                       |
| 9b | 18          | Gift of the Card           | Подарункова карта               | Домінік Скалеа, Аарон Хаммерслі, Анрійса Аджані, Наталя Клайн                                              | 26 вересня 2016     | 27 квітня 2019        |
| Марко повинен використовувати подарункову карту, інакше він разом зі Зіркою будуть вбиті. |             |                            |                                 | |                     |                       |
| 10а | 19          | Friendenemies              | Друзі чи вороги                 | Джанкарло Вольпе, Сабріна Кутуньо, Амелія Лоренц                                                           | 3 жовтня 2016       | 28 квітня 2019        |
| Том запрошує Марко на кіномарафон. |             |                            |                                 | |                     |                       |
| 10b | 20          | Is Mystery                 | Загадка                         | Аарон Хаммерслі, Марк Акланд, Домінік Скалеа, Ріккардо Дюранте, Джастін Лі                                 | 3 жовтня 2016       | 28 квітня 2019        |
| Бикожаб досліджує отвір в силовому полі на М'юні і потрапляє в неприємності. |             |                            |                                 | |                     |                       |
| 11а | 21          | Hungry Larry               | Голодний Ларрі                  | Марк Акланд, Домінік Скалеа, Ріккардо Дюранте, Аарон Хаммерслі                                             | 10 жовтня 2016      | 28 квітня 2019        |
| Зірка і Марко з допомогою Містера Діаза створили найстрашніший будинок з привидами. |             |                            |                                 | |                     |                       |
| 11b | 22          | Spider with a Top Hat      | Павук у циліндрі                | Зак Маркус, П'єро Пілузо, Бретт Варон                                                                      | 10 жовтня 2016      | 2 травня 2019         |
| Всередині чарівної палички Зірочки проживає павук в циліндрі, який в таємниці мріє бути воїном. |             |                            |                                 | |                     |                       |
| 12а | 23          | Into the Wand              | В середині палички              | Домінік Скалеа, Аарон Хаммерслі, Джастін Лі                                                                | 7 листопада 2016    | 29 квітня 2019        |
| Зірці потрібна допомога Глоссарика, щоб з'ясувати, чому зламана чарівна паличка. |             |                            |                                 | |                     |                       |
| 12b | 24          | Pizza Thing                | Та піца                         | Евон Фрімен, Джон Матхот, П'єро Пілузо, Кессі Цварт                                                        | 7 листопада 2016    | 29 квітня 2019        |
| Марко і Поніголова повинні доставити піцу, маючи справу з серіями нещасть. |             |                            |                                 | |                     |                       |
| 13а | 25          | Page Turner                | Перегорнути сторінку            | П'єро Пілузо, Зак Марк, Бретт Варон                                                                        | 14 листопада 2016   | 30 квітня 2019        |
| Зірка намагається втриматися від спокуси читати заборонену главу в книзі заклинань. |             |                            |                                 | |                     |                       |
| 13b | 26          | Naysaya                    | Виказувач                       | Домінік Скалеа, Евон Фріман, Аарон Хаммерслі, Джон Інфантіно, Ле Тан, Джанкарло Вольпе                     | 14 листопада 2016   | 30 квітня 2019        |
| У Марко виростає друга голова, яка розкриває всі його секрети перед Джекі. |             |                            |                                 | |                     |                       |
| 14 | 27          | Bon Bon the Birthday Clown | День Народження клоуна Бон-Бона | Джанкарло Вольпе, Домінік Скалеа, Сабріна Кутуньо, Аарон Хаммерслі, Амелія Лоренц, Ле Тан                  | 21 листопада 2016   | 1 травня 2019         |
| Зірка з Жанною чекають воскресіння клоуна Бон Бона, але в цей момент приходить Лудо і забирає книгу заклинань Зірки разом з Глоссариком. |             |                            |                                 | |                     |                       |
| 15а | 28          | Raid the Cave              | Набіг у печеру                  | Джанкарло Вольпе, Сабріна Кутуньо, Амелія Лоренц                                                           | 6 лютого 2017       | 3 травня 2019         |
| Незабаром після подій серії «День народження клоуна Бон Бона» Зірка починає збирати рюкзак, щоб прийти на підмогу Глоссарику. Марко зауважує, що вона бере занадто багато непотрібних речей. Він також пропонує повідомити про це мамі Зірки, однак Зірка рішуче відкидає цей варіант. |             |                            |                                 | |                     |                       |
| 15b | 29          | Trickstar                  | Спритник                        | Домінік Скалеа, Аарон Хаммерслі, Джастін Лі, Сара Олексик                                                  | 6 лютого 2017       | 3 травня 2019         |
| Зірка і Марко відправляються на день народження Сенсея. Зірка починає підозрювати, що фокусник на святі не той, за кого себе видає. |             |                            |                                 | |                     |                       |
| 16a | 30          | Baby                       | Крихітка                        | Джанкарло Вольпе, Евон Фрімен, Ле Тан                                                                      | 7 лютого 2017       | 4 травня 2019         |
| У Зірки оцінюють її навички в заклинаннях. |             |                            |                                 | |                     |                       |
| 16b | 31          | Running with Scissors      | Гонитва за ножицями             | П'єро Пілузо, Джина Гресс, Джон Матхот                                                                     | 7 лютого 2017       | 4 травня 2019         |
| Марко зловживає Міжпросторовими ножицями. |             |                            |                                 | |                     |                       |
| 17a | 32          | Mathmagic                  | Магематика                      | Домінік Скалеа, Аарон Хаммерслі, Марк Аклунд, Ріккардо Дюранте                                             | 8 лютого 2017       | 5 травня 2019         |
| Упертість Зірки на уроках математики ставить під загрозу всесвіт. |             |                            |                                 | |                     |                       |
| 17b | 33          | The Bounce Lounge          | Стрибуча зала                   | П'єро Пілузо, Бретт Варон, Зак Марк, Бретт Варон                                                           | 8 лютого 2017       | 5 травня 2019         |
| Зірка, Марко і Поніголова об'єднуються, щоб "Стрибучу залу" не закрили. |             |                            |                                 | |                     |                       |
| 18a | 34          | Crystal Clear              | Кришталево-чиста                | Джанкарло Вольпе, Сабріна Кутуньо, Амелія Лоренц                                                           | 9 лютого 2017       | 6 травня 2019         |
| Ромбулус викрадає Зірку і Марко. Він вважає, що Зірка винна у всіх міжпросторових зрушення. |             |                            |                                 | |                     |                       |
| 18b | 35          | The Hard Way               | Не простий шлях                 | Домінік Скалеа, Аарон Хаммерслі, Сара Олексик, Кессі Зварт                                                 | 9 лютого 2017       | 6 травня 2019         |
| Глоссарик погоджується навчити Лудо заклинанням по книзі заклинань. Лудо опановує заклинанням левітації, і пізніше прочитує заборонену главу, закликаючи темну магію, але коли він говорить з Глоссариком, то говорить голосом Тоффі, який заволодів його тілом. Глоссарик впізнає Тоффі. |             |                            |                                 | |                     |                       |
| 19a | 36          | Heinous                    | Огидус                          | Бретт Варон, Джина Гресс, Джон Матхот                                                                      | 13 лютого 2017      | 7 травня 2019         |
| Марко змушений спокутувати свою поведінку по відношенню до Міс Огидус, коли та прибуває в його будинок. |             |                            |                                 | |                     |                       |
| 19b | 37          | All Belts are Off          | Основи карате                   | Джанкарло Вольпе, Евон Фрімен, Ле Тан                                                                      | 13 лютого 2017      | 7 травня 2019         |
| Сенсей вибрав Джеремі кращим учнем Додзьо, але Марко хоче довести Сенсею, що він краще Джеремі. |             |                            |                                 | |                     |                       |
| 20a | 38          | Collateral Damage          | Ненавмисна шкода                | Домінік Скалеа, Аарон Хаммерслі, Тайлер Чен, Джастін Лі                                                    | 14 лютого 2017      | 8 травня 2019         |
| Зірка руйнує статую-талісман старшої школи «Ехо-Крік». Тепер вона повинна знайти спосіб надихнути учнів. |             |                            |                                 | |                     |                       |
| 20b | 39          | Just Friends               | Просто друзі                    | Зак Марк, Бретт Варон                                                                                      | 14 лютого 2017      | 8 травня 2019         |
| Зірка хоче зробити сюрприз для Марко. Вона дає йому квитки на концерт групи «Вирок Кохання», але також запрошує і Джекі. Коли Зірка і Джекі починають разом веселитися, Марко відчуває почуття ревнощів і хоче, щоб вони продовжували далі без нього, але Джекі переконує Марко. На концерті Джекі і Марко цілуються. Зірка бачачи все це починає ревнувати і тікає. Покинувши концерт, Зірка від злості застосовує зіпсовану магію. |             |                            |                                 | |                     |                       |
| 21 | 40          | Face the Music (частина 1) | Відповісти за музику            | Джанкарло Волпе Домінік Скалеа, Сабріна Кутуньо, Аарон Хаммерслі, Амелія Лоренц, Сара Олексик, Кессі Цварт | 15 лютого 2017      | 9 травня 2019         |
| Менестрелю Руберіоту наказують написати пісню про Зірку для традиційного Дня Пісні, але Зірка не хоче брати участь в цьому. Руберіот переконує її написати пісню про неї справжню, але ненавмисно відкриває народу М'юні всю правду, як Зірка втратила книгу заклинань, і що вона закохана в Марко, що ставить під сумніви його відносини з Джекі. |             |                            |                                 | |                     |                       |
| 22 | 41          | Starcrushed (частина 2)    | Закохана Зірка                  | Домінік Скалеа, Тайлер Чен, Евон Фрімен, Джина Гресс, Аарон Хаммерслі, Джон Матхот, Ле Тан                 | 27 лютого 2017      | 10 травня 2019        |
| Під час випускного вечора в «Ехо-Крік» Марко відчайдушно намагається знову зійтися зі Зіркою після подій попередньої серії. В цей час Місячна Королева вторгається в новий замок Лудо разом з Вищою Магічною Комісією. Друзі Зірки переконують її забити на випускний і замість цього піти на вечірку з Оскаром. Тим часом, Тоффі опановує тілом Лудо і повторно відрощує свою відірвану руку з палички Людо, виснажуючи магію Вищої Магічною Комісії та майже вбиваючи Місячна Королева. Коли Зірка повертається, мати повідомляє їй, що вони повинні покинути Землю. Зірка визнається Марко в своїх почуттях і зі сльозами залишає Землю. |             |                            |                                 | |                     |                       |